# فابيو فونسيكا
فابيو فونسيكا (28 يناير 1997 في البرتغال - ) هو لاعب كرة قدم برتغالي في مركز الوسط.

## وصلات خارجية
- فابيو فونسيكا على موقع قاعدة بيانات كرة القدم.إي يو (الإنجليزية)
- فابيو فونسيكا على موقع Soccerway.com (الإنجليزية)